# دانشگاه دولتی علوم پرورشی تولا بنام لئو تولستوی
دانشگاه دولتی علوم پرورشی تولا. تولستوی یکی از دانشگاه‌های برجسته آموزشی سیستم آموزش عالی در روسیه و یکی از دانشگاه برتر شهر تولا است. از ژوئیه ۱۹۵۸، نام آن لو لوکولاویچ تولستوی مسمی شد، این دانشگاه شامل. ۱۰ دانشکده تولستوی، ۲۹ بخش، ۶ مرکز عملی، ۸ آزمایشگاه تحقیقاتی می‌باشد. از سال ۲۰۱۲، ولادیمیر آلکسیویچ پانین، دکترای علوم فیزیکی و ریاضیات، پروفیسور، عضو آکادمی بین‌المللی اطلاع‌رسانی پیداگوژی می‌باشد.

## تاریخ
روسای دانشگاه عبارت بودند از:

## دانشکده‌ها
در حال حاضر در دانشگاه تولستوی در ۱۰ دانشکده و ۲۹ بخش در چارچوب ۱۷ گروه تخصصی و زمینه‌های آموزشی، ۱۴۳ برنامه آموزشی اساسی حرفه ای آموزش عالی در حال اجرا است همچنان بیش از ۶۰۰۰ دانشجو تحصیل می‌کنند - که بیشتر شان شهروندان شهروند روسیه و دانشجویان خارجی تشکیلی می‌دهد. دانشجویان خارجی این دانشگاه متشکل از چین، ویتنام، ترکمنستان، افغانستان رئیس دانشجویان «احمد شجاع عزیزی»، ایران، پاکستان، ازبکستان و …

### دوره "پس از جنگ
مراکز علمی:

### نیمه دوم قرن بیستم
در حال حاضر در دانشگاه تولستوی در ۱۰ دانشکده و ۲۹ بخش در چارچوب ۱۷ گروه تخصصی و زمینه‌های آموزشی، ۱۴۳ برنامه آموزشی اساسی حرفه ای آموزش عالی در حال اجرا است همچنان بیش از ۶۰۰۰ دانشجو تحصیل می‌کنند - که بیشتر شان شهروندان شهروند روسیه و دانشجویان خارجی تشکیلی می‌دهد. دانشجویان خارجی این دانشگاه متشکل از چین، ویتنام، ترکمنستان، افغانستان، ایران، پاکستان، ازبکستان و …

## روسای
- اولین مدیر این مؤسسه در سال ۱۹۳۸ کارپ ایلاریونوویچ چیروا بود.
- در سال ۱۹۳۹ الکسی مویزویچ بوگدانف جایگزین وی شد که در سالهای سخت جنگ و اولین سالهای پس از جنگ این مؤسسه را عهده‌دار بود.
- در سال ۱۹۵۶، نامزد علوم تاریخی، دانشیار نیکولای ایوانوویچ شماراکف رئیس م instسسه شد.
- از سال ۱۹۷۲ تا ۱۹۷۸ این مituteسسه توسط نامزد علوم تاریخی، دانشیار ولادیمیر نیکولاویچ مولچانوف ریاست می‌شد.
- از سال ۱۹۷۸ تا ۱۹۸۱، عضو مسئول آکادمی علوم تربیتی، دکتر علوم فیزیکی و ریاضی، پروفسور ویکتور آناتولیویچ بوراویخین به سمت رئیس انستیتو منصوب شد.
- از سال ۱۹۸۱ تا ۱۹۹۲ این مituteسسه با راهنمایی نامزد علوم فلسفی، پروفسور اوگنی جورجیویچ ساپوگوف کار می‌کرد.
- در سال ۱۹۹۲، این دانشگاه توسط دکتر علوم تربیتی، پروفسور نادژدا آناتولیوا شیدنکو اداره می‌شد.
- در ژوئن ۲۰۱۲، با تصمیم کنفرانس جمعی از کارگران، دکتر علوم فیزیکی و ریاضیات، استاد، عضو متناظر آکادمی بین‌المللی علوم تربیتی، عضو کامل آکادمی اطلاع‌رسانی آموزش ولادیمیر الکسویچ پانین بود رئیس دانشگاه انتخاب شد.

## دانشگاه امروز
- ریاضیات، فیزیک و علوم کامپیوتر؛
- زبان‌های خارجی؛
- فلسفه روسی و مدیریت سوابق؛
- تاریخ و قانون؛
- روانشناسی؛
- فناوری و تجارت؛
- هنرها، علوم اجتماعی و انسانی؛
- علوم طبیعی؛
- فرهنگ جسمانی
- بین‌المللی؛
- مرکز توسعه برنامه‌های مشترک آموزشی؛
- مرکز تحقیقات تاریخی منطقه ای؛
- مرکز تحقیقات زبان روسی و تحقیقات زبانشناسی منطقه ای؛
- مرکز "Khimreaktivdiagnostika"؛
- مرکز علمی و آموزشی آکادمی آموزش روسیه در TSPU به نام ال. ن تولستوی
- مرکز مهندسی "معنی تولید دیجیتال".

## رتبه‌بندی و دستاوردها
- وب سایت رسمی TSPU
- TSPU آنها. ال. ن تولستوی به عنوان بازترین دانشگاه در منطقه تولا شناخته شده‌است

## یادداشت
1. ↑  «История университета». بایگانی‌شده از اصلی در ۱۱ مه ۲۰۱۸. دریافت‌شده در ۲۱ ژانویه ۲۰۲۱.